# Onryō
Un onryō (怨霊) és un fantasma japonès que pot tornar al món físic per cercar venjança. Hi pot haver onryos masculins, principalment procedents del teatre kabuki, però la majoria són dones. Impotents en el món físic, sovint aquest fantasmes van patir en vida, normalment per motius amorosos, però després de la mort el seu esperit arriba a tenir una gran força.